# The Feels
Pour les articles homonymes, voir Feels, Feel et The Feels (chanson).
Pour plus de détails, voir Fiche technique et Distribution.
The Feels est un film américain réalisé par Jenée LaMarque, sorti en 2017.

## Synopsis
Un groupe d'amis (5 filles et 1 garçon) passent un week-end à célébrer le mariage imminent d'Andi (Constance Wu) et de Lu (Angela Trimbur).

## Fiche technique
- Titre original : The Feels
- Réalisation : Jenée LaMarque
- Scénario : Jenée LaMarque, Lauren Parks
- Montage :
- Musique :
- Production :
- Sociétés de production : Provenance Pictures
- Sociétés de distribution :
- Pays d’origine :  États-Unis
- Langue originale : anglais américain
- Lieux de tournage : Los Angeles et Healdsburg, Californie, États-Unis
- Format : Couleurs
- Genre : Comédie, romance saphique
- Durée : 90 minutes (1 h 30)
- Dates de sortie :
  - États-Unis : 9 juin 2017 au Festival international du film de Seattle

## Distribution
- Constance Wu : Andi
- Angela Trimbur : Lu
- Josh Fadem (en) : Josh
- Gretchen Klein : la patronne du restaurant
- Jenée LaMarque : Nikki
- Ever Mainard : Regular Helen
- Lauren Parks : Vivien
- Doug Purdy : Uber Driver
- Kárin Tatoyan : Kárin